# Pfarrhaus (Újezd Svatého Kříže)

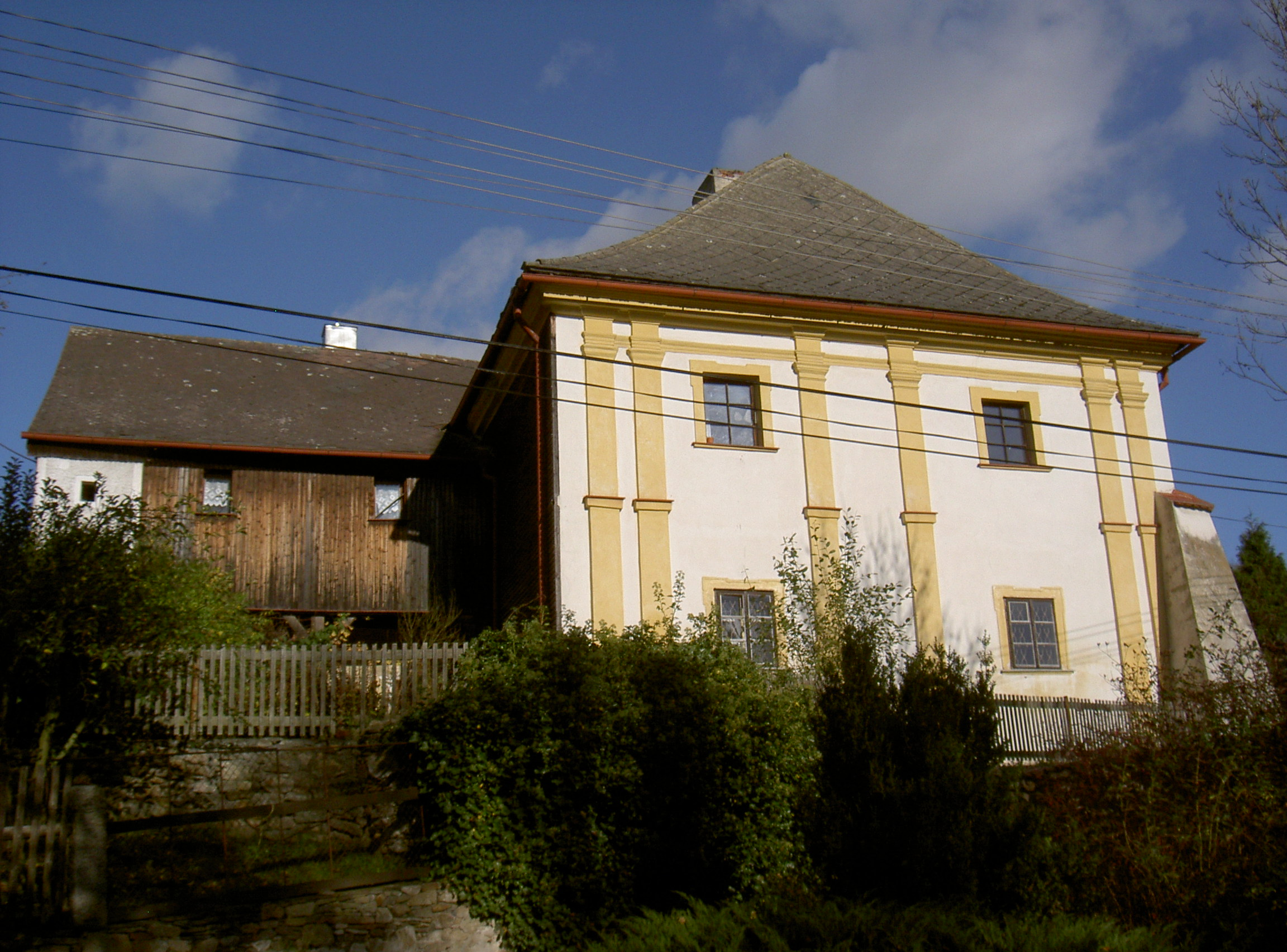
Ehemaliges Pfarrhaus in Újezd Svatého Kříže

Das Pfarrhaus in Újezd Svatého Kříže (deutsch Heiligenkreuz), einem Gemeindeteil von Bělá nad Radbuzou im westböhmischen Okres Domažlice in Tschechien, wurde in der Zeit des Barocks errichtet. Das ehemalige Pfarrhaus ist ein geschütztes Kulturdenkmal.
Der zweigeschossige Walmdachbau mit vier zu zwei Fensterachsen wird seitlich von sechs Pilastern gegliedert.